# Janina Chłodzińska-Urbaniak

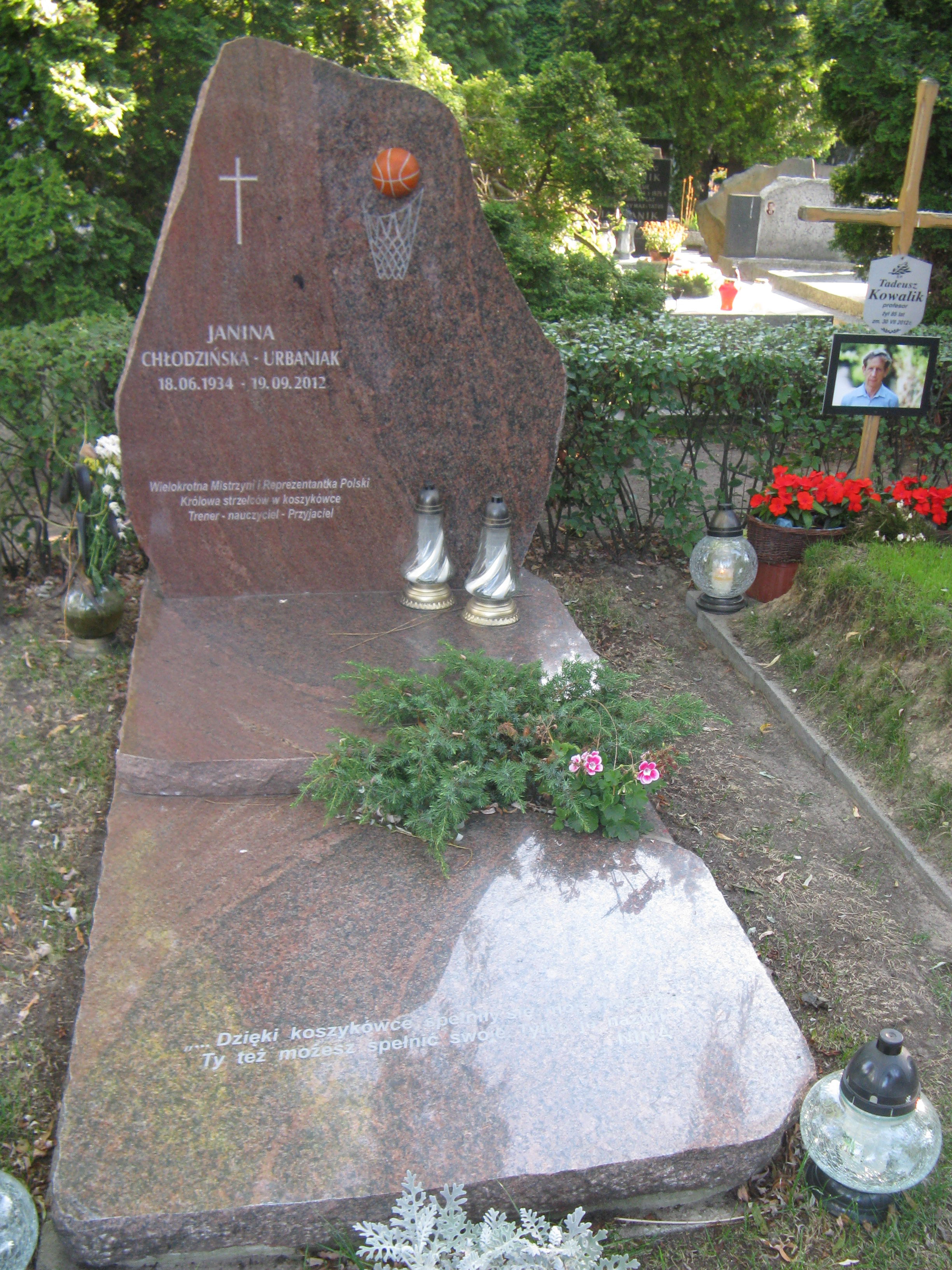
Grób Janiny Chłodzińskiej-Urbaniak na cmentarzu wojskowym na Powązkach

Janina Chłodzińska-Urbaniak (ur. 18 czerwca 1936 w Łodzi, zm. 19 września 2012 w Warszawie) – polska koszykarka, występująca na pozycji środkowej, reprezentantka kraju, wielokrotna medalistka mistrzostw Polski, po zakończeniu kariery zawodniczej - trenerka.
Urodzona w Łodzi już od najmłodszych lat wykazywała szerokie zainteresowanie sportem. Trenowała szermierkę, skok wzwyż, a także siatkówkę. W 1957 ukończyła studia w Akademii Wychowania Fizycznego w Warszawie.
Współzałożycielka Polskiego Towarzystwa Koszykówki. W 1967 zakończyła karierę sportową, ale w 1968 powróciła do gry w drugoligowym Zniczu Pruszków.
Pochowana w Alei Zasłużonych na Cmentarzu Wojskowym na Powązkach w Warszawie (kwatera 31D-tuje-10).

## Osiągnięcia
Na podstawie, o ile nie zaznaczono inaczej.
Drużynowe
- Klubowa wicemistrzyni Europy z AZS AWF Warszawa (1963). Stołeczna drużyna przegrała wówczas dwumecz finałowy z Dinamem Moskwa jednym punktem[5].
- Mistrzyni Polski (1955, 1956, 1958, 1960–1962)
- Wicemistrzyni Polski (1957, 1959, 1963, 1964)
- Brązowa medalistka mistrzostw Polski (1965, 1967)
- Zdobywczyni pucharu Polski (1953)
- Uczestniczka rozgrywek Pucharu Europy Mistrzyń Krajowych (1958/1959, 1962/1963 – ćwierćfinał)

Indywidualne
- Najlepsza środkowa Europy (1961–1963)[5]
- Liderka strzelczyń polskiej ligi (1963, 1964, 1967)

Reprezentacja
- Uczestniczka mistrzostw Europy (1956 – 5 m., 1958 – 5 m., 1960 – 4 m., 1962 – 6 m., 1964 – 5 m.)